# Allsvenskan de 1995
A Primeira Divisão do Campeonato Sueco de Futebol da temporada 1995, denominada oficialmente de Allsvenskan 1995, foi a 71º edição da principal divisão do futebol sueco. O campeão foi o IFK Göteborg que conquistou seu 16º título nacional e se classificou para a Liga dos Campeões da UEFA de 1996-97.

## Premiação
| Allsvenskan 1995                  |
| Sweden                            |
| --------------------------------- |
| IFK GÖTEBORG Campeão (16º título) |